# Liste des guerres et batailles du Second Empire français
Ne doit pas être confondu avec Liste des guerres et batailles du Premier Empire français.
Cet article regroupe les guerres et batailles ayant impliqué la France au cours du Second Empire français, de son institution en 1852 par Napoléon III, jusqu'à sa chute au cours de la Guerre franco-allemande de 1870.

## Principaux conflits, coalitions engagées et résultats
Victoire de la France en vert, statu quo en bleu, défaites en rouges.
| Début              | Fin              | Nom du conflit                                     | Belligérants                                                                                    | Belligérants                                                                                      | Lieu                                   | Issue |
| Début              | Fin              | Nom du conflit                                     | Alliés (y compris la France)                                                                    | Ennemis                                                                                           | Lieu                                   | Issue |
| ------------------ | ---------------- | -------------------------------------------------- | ----------------------------------------------------------------------------------------------- | ------------------------------------------------------------------------------------------------- | -------------------------------------- | --- |
| 4 octobre 1853     | 30 mars 1856     | Guerre de Crimée                                   | Empire français Royaume-Uni de Grande-Bretagne et d'Irlande Empire ottoman Royaume de Sardaigne | Empire Russe                                                                                      | Autour de la Mer Noire                 | Victoire des coalisés Traité de Paris |
| octobre 1856       | octobre 1860     | Seconde guerre de l'opium                          | Empire français Royaume-Uni de Grande-Bretagne et d'Irlande États-Unis                          | Empire de Chine                                                                                   | Chine                                  | Victoire occidentale Traité de Tianjin |
| 1er septembre 1858 | 5 juin 1862      | Campagne de Cochinchine                            | Empire français Royaume d'Espagne                                                               | Empire d'Annam                                                                                    | Cochinchine (sud de l'actuel Viêt Nam) | Victoire franco-espagnole La Cochinchine devient une colonie française.                                                                                                  |
| 26 avril 1859      | 12 juillet 1859  | Campagne d’Italie                                  | Empire français Royaume de Sardaigne                                                            | Empire d'Autriche                                                                                 | Lombardie, Vénétie                     | Victoire des franco-sardes Traité de Zurich Traité de Turin Annexion de la Savoie et de Nice                                                                             |
| 8 décembre 1861    | 12 mars 1867     | Intervention au Mexique                            | Empire français Empire mexicain                                                                 | États-Unis mexicains                                                                              | Mexique                                | Retrait des troupes françaises sous la pression des États-Unis |
| 11 octobre 1866    | 12 novembre 1866 | Expédition en Corée                                | Empire français                                                                                 | Dynastie Joseon                                                                                   | Corée                                  | Retrait des troupes françaises après le coup de main réussi, bien que les Coréens présentèrent ce repli comme une victoire. Renforcement de l'isolationnisme de la Corée |
| 19 juillet 1870    | 29 janvier 1871  | Guerre franco-allemande (Guerre franco-prussienne) | Empire français puis · République française                                                     | Confédération de l'Allemagne du Nord Grand-duché de Bade Royaume de Wurtemberg Royaume de Bavière | France, Allemagne                      | Victoire allemande Traité de Francfort Proclamation de l'Empire allemand Chute de l'Empire français                                                                      |

## Principales batailles

### Batailles de la Guerre de Crimée (1853-1856)
- 1853 : Isaccea (10-1853); Oltenita (11-1853); Sinope (11-1853); Cetate (12-1853);
- 1854 : Silistra (04-1854); Kurekdere (08-1854); Bomarsund (08-1854); Petropavlovsk (08-1854); Alma (09-1854); Sébastopol (10-1854); Balaklava (10-1854); Inkerman (11-1854);
- 1855 : Eupatoria (02-1855); Taganrog (05-1855); Kars (07-1855); Tchernaïa (08-1855); Malakoff (09-1855); Kanghil (09-1855); bataille de Kinbourn (10-1855).

### Batailles de la Seconde guerre de l'opium (1856-1860)
- 1856 : Bogue (10-1856); Bataille des forts de la Rivière des Perles (10-1856); 1re bataille de Canton;
- 1857 : Fatshan Creek (06-1857); 2e bataille de Canton (12-1857);
- 1858 :  Forts de Taku (1re) (05-1858); Forts de Taku (2e);
- 1860 : Forts de Taku (3e) (08-1860); Zhangjiawan (09-1860); Palikao (09-1860).

### Batailles de la Campagne de Cochinchine (1858-1862)
- 1858 : Siège de Tourane (1858-1860);
- 1860:  Siège de Saïgon (1860-1861);
- 1861 : Kỳ Hòa (02-1861); Mỹ Tho (04-1861); Qui Nhơn (06-1861); Biên Hòa (12-1861);
- 1862 :  Vĩnh Long (03-1862); Traité de Saïgon (06-1862).

### Batailles de la Campagne d’Italie (1859)
- 1859 : Montebello (05-1859); Varèse (05-1859); San Fermo (05-1859); Palestro (05-1859); Turbigo (06-1859); Magenta (06-1859); Melegnano (06-1859); Solferino (06-1859); San Martino (06-1859); Treponti (06-1859).

### Batailles de l'intervention française au Mexique (1861-1867)
- 1862 : Fortín (04-1862); Las Cumbres (04-1862); 1er Puebla (05-1862); Barranca Seca (05-1862); Cerro del Borrego (05-1862);
- 1863 : 2e Puebla (03-1863); Cholula; Atlixco (04-1863); Camerone (04-1863); San Pablo del Monte (05-1863); San Lorenzo (05-1863); Morelia (12-1863);
- 1865 : Tacámbaro San Lorenzo (04-1865); La Loma (07-1865);
- 1866 : Bagdad (01-1866); Camargo (06-1866); Ixmiquilpan (09-1866); Carbonera (10-1866);
- 1867 : Querétaro (03-1867).

### Batailles de l'Expédition française en Corée (1866)
Il n'y eut pas de batailles marquantes lors de l'expédition qui se résuma à quelques escarmouches et au bombardement par les navires français de la ville de Séoul durant le début de Novembre 1866. Le 11 novembre 1866 l'Amiral Roze demande le repli des troupes vers la Chine.

### Batailles de la Guerre franco-prussienne (1870)
- 1870 : Sarrebruck (08-1870) ; Wissembourg (08-1870) ; Forbach-Spicheren (08-1870) ; Wœrth (08-1870) ; Siège de Bitche (08-1870) ; Borny-Colombey (08-1870) ; Mars-la-Tour (08-1870) ; Siège de Toul (08-1870) ; Gravelotte (08-1870) ; Siège de Metz (08-1870) ; Siège de Strasbourg (08-1870) ; Beaumont (08-1870) ; Noisseville (08-1870) ; Sedan (08-1870) ; Soissons (09-1870) ; Siège de Paris et Chronologie du siège (09-1870) ; Bellevue (10-1870) ; Châteaudun (10-1870) ; Dijon (10-1870) ; Siège de Belfort (11-1870) ; La Fère (11-1870) ; Bouvet et Meteor (navale) (11-1870) ; Coulmiers (11-1870) ; Villers-Bretonneux (11-1870) ;  Beaune-la-Rolande (11-1870) ; Champigny (11-1870) ; Orléans (12-1870) ; Loigny (12-1870) ; Longeau (12-1870) ; l’Hallue (12-1870) ;
- 1871 : Bapaume (01-1871) ; Villersexel (01-1871) ; Le Mans (01-1871) ; Héricourt (01-1871) ; Saint-Quentin (01-1871) ; Buzenval (01-1871).